# دين هوغن
دين هوغن (بالإنجليزية: Dane Hogan)‏ هو لاعب دوري الرغبي أسترالي، ولد في 3 يوليو 1989 في Bribie Island ‏ في أستراليا.